# Anobrium oberthuri
Anobrium oberthuri là một loài bọ cánh cứng trong họ Cerambycidae.